# Ecage
Der Ecage (amharisch እጨጌ) ist in der äthiopischen Kirche das Oberhaupt aller Klöster und Mönche bzw. Nonnen sowie der Vorsteher der Kirchenverwaltung. Unter den koptischen Metropoliten hatte er den zweithöchsten Rang in der Kirchenhierarchie inne. Der Inhaber des Amtes stammte immer 
aus dem einheimischen äthiopischen Klerus. Dieser Umstand verschaffte dem Ecage einen großen Einfluss, solange der Metropolit von Äthiopien ein Kopte war. Das Amt war zunächst dem Vorsteher des Stephanosklosters im Hayksee vorbehalten und ging an den Vorsteher des Klosters Dabra Libanon in Shewa über. Gegenwärtig hat der äthiopische Patriarch das Amt des Ecage inne.